# Grande assemblée nationale des Serbes, des Bunjevcis et des autres Slaves du Banat, de la Bačka et de la Baranja

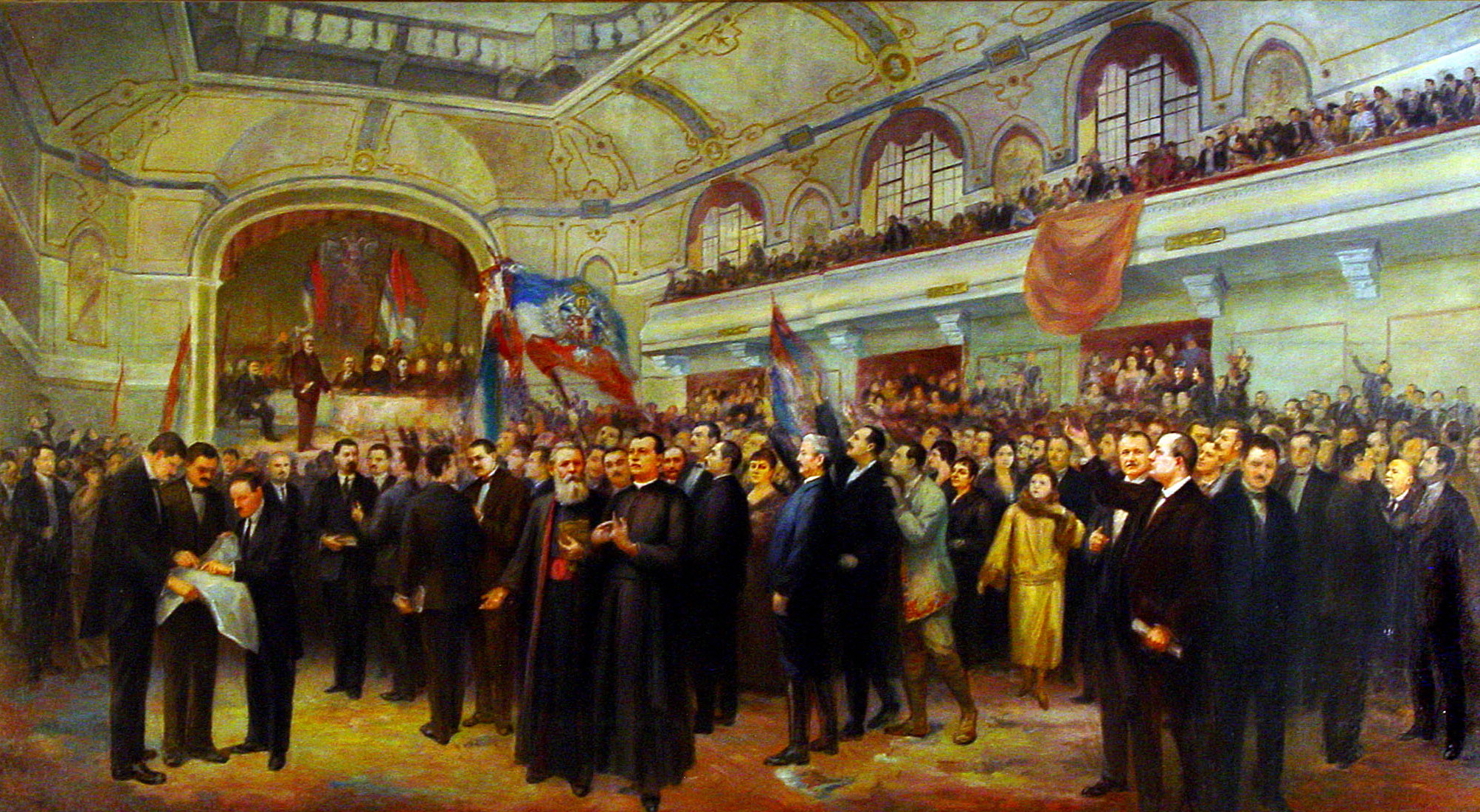
La Grande assemblée nationale des Serbes, des Bunjevcis et des autres Slaves du Banat, de la Bačka et de la Baranja.

La Grande assemblée nationale des Serbes, des Bunjevcis et des autres Slaves du Banat, de la Bačka et de la Baranja (en serbe cyrillique : Велика народна скупштина Срба, Буњеваца и осталих Словена у Банату, Бачкој и Барањи ; en serbe latin et en croate : Velika narodna skupština Srba, Bunjevaca i ostalih Slovena u Banatu, Bačkoj i Baranji) s'est tenue le 25 novembre 1918 à Novi Sad, l'actuelle capitale de la province autonome de Voïvodine, en Serbie. Elle a décidé le rattachement des régions du Banat, de la Bačka et de la Baranja au royaume de Serbie.

## Assemblée générale

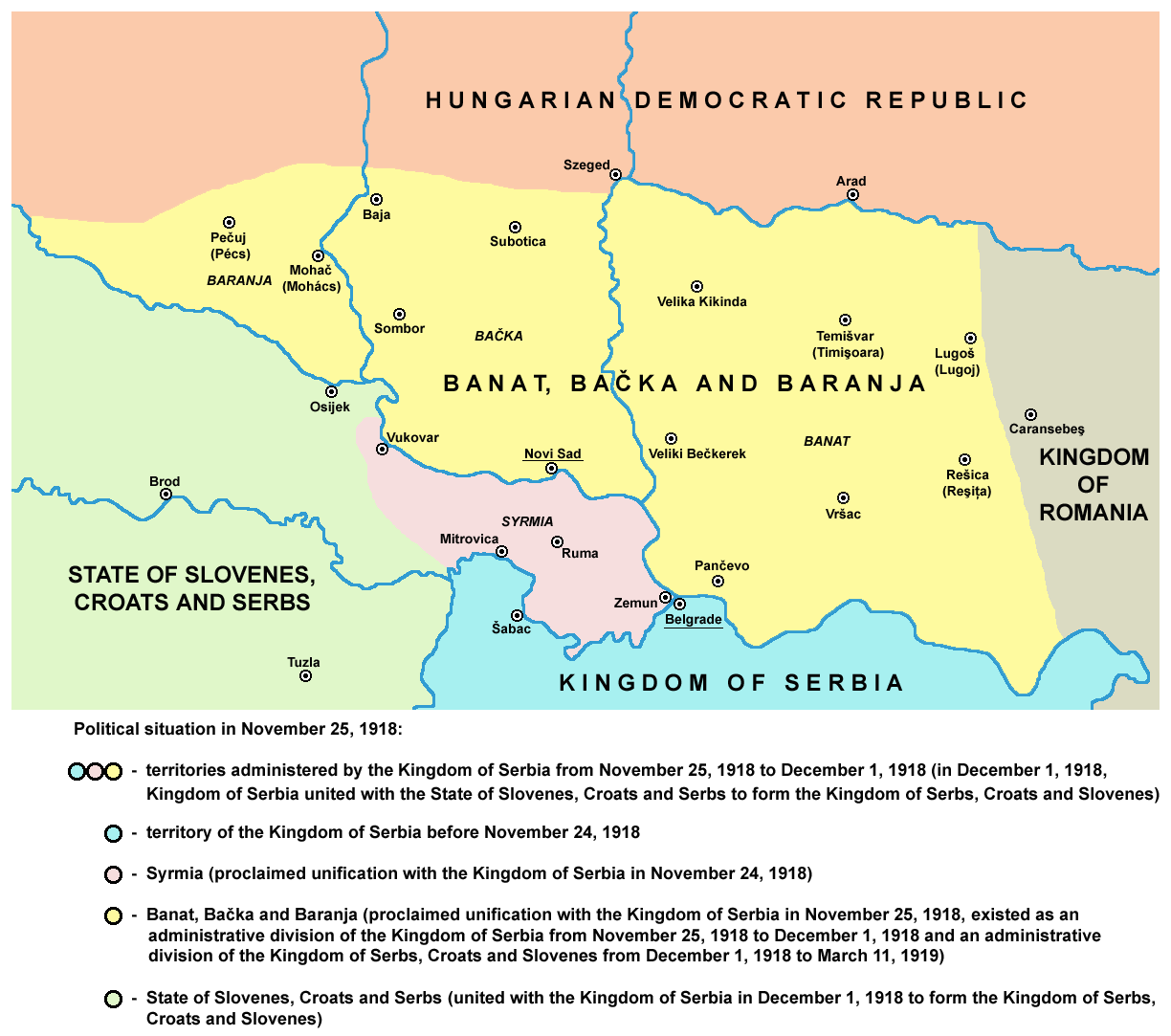
Banat, Bačka et Baranja en 1918.

Après l'effondrement de l'Autriche-Hongrie en octobre 1918, les régions du Banat, de la Bačka et de la Baranja furent occupées par l'armée du royaume de Serbie et administrées de facto par les Serbes de Voïvodine à travers le Comité national serbe (Srpski Narodni Odbor ; en abrégé : SNO) dont le siège était à Novi Sad.
Selon la proclamation du 17 novembre, le droit de vote pour élire des représentants à la future grande assemblée était accordé aux Slaves, hommes et femmes, âgés au moins de vingt ans ; les députés étaient élus par municipalités, selon le ratio d'un représentant pour mille citoyens et selon la méthode de l'acclamation.

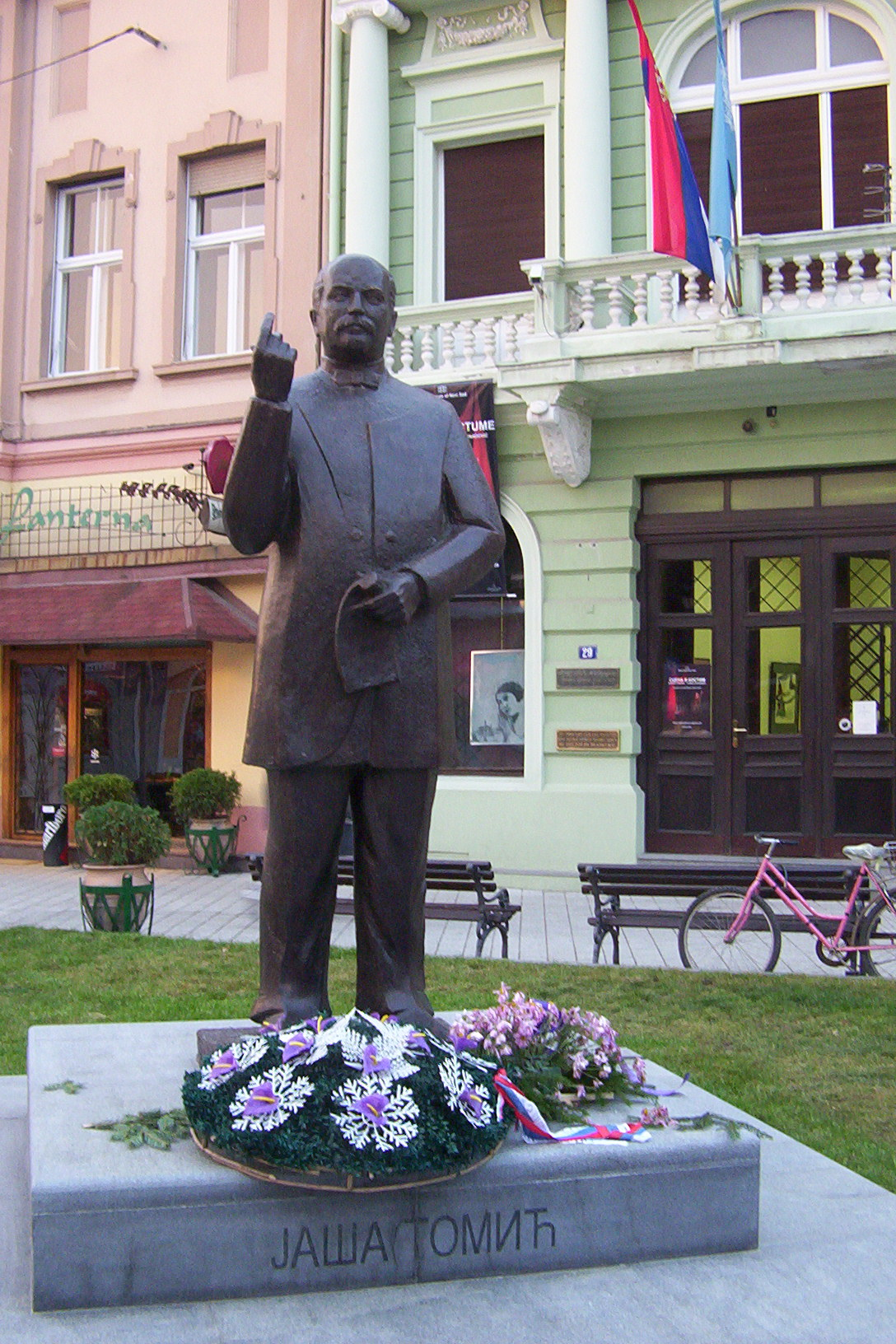
Statue de Jaša Tomić rue Dunavska à Novi Sad

La grande assemblée des Serbes, des Bunjevcis et des autres Slaves du Banat, de la Bačka et de la Baranja se réunit le 25 novembre 1918 à Novi Sad, dans la salle d'apparat du Grand Hôtel Mayer situé sur l'actuel Trg slobode (« place de la Liberté »). L'assemblée comptait 757 délégués, dont 578 , 84 Bunjevcis, 62 Slovaques, 21 Ruthènes, 6 Allemands, 3 Šokci, 2 Croates et 1 Magyar ; en plus des députés, des représentants de Syrmie, des officiers serbes et français et les membres du SNO de Novi Sad assistaient à la réunion[réf. nécessaire].
L'assemblée fut ouverte en tant que doyen d'âge par le prêtre uniate Jovan Hranilović ; à la fin de la séance, Ignjat Pavlas, président de l'assemblée, donna la parole à Jaša Tomić, le président du SNO de Novi Sad, qui faisait office rapporteur des décisions de l'assemblée. Tomić fit alors lecture des décisions prises[réf. nécessaire].
L'assemblée proclama le rattachement du Banat, de la Bačka et de la Baranja au royaume de Serbie. D'autres décisions furent prises notamment sur la formation d'une administration provinciale, avec un gouvernement et une assemblée. Le premier gouvernement de la province fut Jovan Lalošević et l'assemblée provinciale, appelée « Grand conseil national » (Veliki narodni savet), eut comme premier président élu Slavko Miletić[réf. nécessaire].
Dès le 1er décembre 1918, le royaume de Serbie fusionna avec l'État des Slovènes, Croates et Serbes pour former le royaume des Serbes, Croates et Slovènes.

## Décisions de l'assemblée
Parmi les décisions de l'assemblée figurent les mesures suivantes[réf. nécessaire] :
- Nous voulons un gouvernement fraternel de la Serbie, qui défende nos intérêts au Congrès de la paix.
- Nous nous joignons au royaume de Serbie, qui, par ses réalisations antérieures et par la défense de la liberté, de l'égalité et de la fraternité, a œuvré au progrès de tous les peuples slaves et non slaves qui vivent avec nous.
- Tous les peuples non serbes et non slaves qui vivent à l'intérieur de nos frontières en tant que minorités ont le droit de préserver et de développer leur identité nationale.
- Le Banat, la Bačka et la Baranja, dans les frontières tracées par l'armée des Balkans dans le cadre de l'Alliance, déclare aujourd'hui 25 novembre 1918 dans l'assemblée nationale de Novi Sad, selon les principes de l'autodétermination, rompre avec les institutions juridiques et politiques de la Hongrie[4].
- Par conséquent, l'assemblée nationale établit le Grand conseil national qui constitue l'organe exécutif du gouvernement national.
- Le Conseil national est composé de 50 membres, élus par l'assemblée nationale. Le Conseil national publie les décrets et les arrêtés nécessaires.
- Le siège du Grand conseil national et du gouvernement national se trouve à Novi Sad.